# La nave del destino
La nave del destino (Ship of Destiny) è un romanzo fantasy del 2000 dell'autrice statunitense Megan Lindholm con lo pseudonimo di Robin Hobb. È il terzo e conclusivo tomo della trilogia originale dedicata ai Mercanti delle navi viventi, edito in Italia come il ciclo dei mercanti di Borgomago e suddiviso in cinque volumi. Il romanzo è stato pubblicato in italiano per la prima volta nel 2009.
Nel romanzo sono riprese le vicende narrate nel precedente La nave della pazzia, con l'inizio dell'autunno concludendosi in primavera.
Le successive vicende che trattano del destino dei bozzoli dei serpenti marini sono raccontate nel romanzo Il custode del drago, primo tomo appartenente al ciclo delle cronache delle giungle della pioggia.

## Trama
A Trehaug, dopo un terribile terremoto, il drago Tintaglia salva Reyn Khuprus e Selden Haven, per i quali nutre un certo rispetto, dopodiché vola via e presto si rende conto che non ci sono altri suoi simili: restano solo serpenti marini, ormai troppo vecchi e troppo inselvatichiti, incapaci di completare la migrazione presso le rive dei bozzoli. Tramite i suoi liberatori, il drago firma un accordo con i Mercanti di Borgomago: dragare il fiume delle Giungle della Pioggia fino alle rive dei bozzoli in cambio della distruzione della flotta di Chalced e il recupero di Malta Haven
Nel contempo Malta Haven, alla deriva con il Satrapo sul Fiume delle Giungle della Pioggia, viene presa da una galea mercenaria di Chalced. Il Satrapo pretende di essere messo al sicuro, meditando vendetta: per Malta si prefigura un destino di schiava. In viaggio verso sud, la galea viene attaccata dai pirati che decidono di consegnare il Magnadon Satrapo al Capitano Kennit in persona: si dirigono verso le Isole dei Pirati.
A Borgomago i Vecchi Mercanti sono schiacciati fra i guerrieri chalcediani che mettono sotto assedio la città e i Nuovi Mercanti che sostengono la rappresentante del Satrapo, Serilla, per assumere il controllo politico. Cruciale appare il ruolo di Ronica Versit che riesce a trovare un'alleanza politica con gli Esuli delle Tre Navi e con i Tatuati. La distruzione della flotta chalcediana ad opera del drago Tintaglia e la coalizione di Vecchi Mercanti con i Mercanti delle Giungle, associata alle nuove alleanze, ridisegnano il destino di Borgomago. La liberazione degli schiavi Tatuati che ricevono asilo nelle Giungle della Pioggia, i nuovi diritti politici alla gente delle Tre Navi e l'esilio dei Nuovi Mercanti sono il teatro della ricostruzione della città.
L'equipaggio del Paragon continua la sua ricerca della Vivacia, sopravvivendo agli assalti dei pirati, dirigendosi verso Borgo Baratto alla ricerca del Capitano Kennit e del veliero vivente sequestrato. Il Paragon recupera i suoi ricordi e comprende di avere dentro di sé le reminiscenze di due diversi bozzoli di drago, mescolati ai ricordi di Kennit LaSuerte bambino, torturato e stuprato dal pirata Igrot: tutto questo lo ha portato alla soglia della follia. Raggiunta la Vivacia la fronteggiano una prima volta, ma il capitano Kennit ha legato il Paragon con un patto suicida ai tempi di Igrot: la follia di nuovo si impossessa della nave maledetta, che si lascia incendiare e prova a capovolgersi. Mentre Althea viene rapita sulla Vivacia, solo un intervento di Ambra salva l'equipaggio dalla morte. Dopo le riparazioni, un Paragon rinsavito decide di sequestrare la madre di Kennit e di usarla come scambio per ottenere la Vivacia: il Paragon vuole che il re dei pirati lasci la Vivacia e riprenda il comando della nave di famiglia.
Vivacia, entrata in contatto col veleno del serpente Colei Che Ricorda, si desta: i suoi ricordi trasudano e la reminiscenza di drago prende il sopravvento. Folgore, così si fa chiamare lo spirito di drago, spietato e feroce, che vive nello scafo sancisce un patto con il Capitano Kennit: la nave ha al suo comando il numeroso groviglio di serpenti marini di Malaukin, tra cui vi è Colei Che Ricorda; inoltre conferisce al pirata poteri sovrannaturali. Ormai tutti i pirati parlano del leggendario Kennit, Re delle Isole dei Pirati e della sua nave vivente protetta dai terribili serpenti marini. Rapita Althea, sicuro che il Paragon sia affondato una volta per tutte, venuto in possesso dello stesso Satrapo Cosgo, ottiene il riconoscimento del Regno delle Isole dei Pirati per la liberazione a Jamaillia. Ma quando affronta una flotta venuta a salvare il Satrapo, Kennit perde tutto: il drago Tintaglia trova Malta, sulla Vivacia e lasciato Reyn al suo destino guida i serpenti marini verso la migrazione. La Vivacia, che ha sopraffatto di nuovo l'entità di Folgore, sprovvista dei suoi serpenti viene arrembata dalla flotta di Jamaillia. Il Paragon in ultimo si unisce alla battaglia ed alla fine Kennit LaSuerte muore ferito a morte sul ponte della sua nave di famiglia.
La storia si conclude in primavera con il Satrapo riportato sano e salvo dalla Vivacia a Jamaillia.
Il Regno dei Pirati viene definitivamente riconosciuto all'erede di Kennit concepito con la sua donna Etta.
Malta Haven e Reyn Khuprus, mutati nel fisico in Antichi, decidono di sposarsi al più presto.
Ambra, che è in realtà il Matto dei Sei Ducati, decide ti ritornare nelle terre del nord per cambiare altri destini: il suo compito al sud è terminato.
Il Paragon capitanato da Brashen Trell e dalla sua compagna Althea Versit si dirige verso nord, accompagnando Tintaglia ed i serpenti per l'annidamento nei bozzoli.
Alla fine di una migrazione che costa un elevato numero di morti fra i serpenti, le agognate rive perse nella loro reminiscenza sono raggiunte: i signori dei tre reami stanno tornando.

## Edizioni
- Robin Hobb, La nave del destino, Fanucci, 2009.